# 島田三郎 (参議院議員)
島田 三郎（しまだ さぶろう、1956年〈昭和31年〉7月6日 - 2019年〈令和元年〉5月8日）は、日本の政治家。
総務大臣政務官兼内閣府大臣政務官（第3次安倍第2次改造内閣）、参議院議員（1期）、島根県議会議員（5期）などを歴任。
父はかつて島根県議会議員を務めていた島田芳雄であり、次兄（異母兄）はかつて島根県安来市長を務めていた島田二郎である。

## 来歴
1956年7月6日、島根県安来市にて島根県議会議員であった島田芳雄の三男として生まれる。島根県立松江北高等学校を経て、青山学院大学経済学部卒業。長兄（異母兄）は後に医師となって関東へ移住して関東の病院に勤務し、次兄（異母兄）の島田二郎は後に歯科医師となって安来市長となる。
1980年、竹下登事務所入所。1994年3月まで竹下登秘書。
1994年、一般人女性と結婚。
1995年、第一子（長女）が誕生。
1995年、島根県議会議員（当選5回）。2001年、農林水産委員会委員長。2003年、島根県監査委員。2009年、議会運営委員会委員長。2011年、島根県議会副議長。
1997年、第二子（長男）が誕生。
1999年、第三子（次男）が誕生。
2007年、医師で関東に在住する長兄（異母兄）が病で死去する。
2013年、第23回参議院議員通常選挙に自民党公認で島根県選挙区から立候補し初当選した。なお島根県選挙区は同選挙を最後に鳥取県選挙区と合区になるため同選挙区単独で当選した最後の議員となった。
2015年7月24日、島根県と鳥取県の参議院合同選挙区（合区）による鳥取県・島根県選挙区を創設する公職選挙法改正案に反発し、参議院本会議採決前に退席し棄権した。
2016年8月、第3次安倍第2次改造内閣で総務大臣政務官（行政監視等の専門）兼内閣府大臣政務官に就任。
県議時代に肺がんを患って抗がん剤治療を受けたことがあり、2018年ごろから呼吸機能の低下などの症状が再び現れて国会審議中に倒れるといった影響も出ていた。2019年に執行される第25回参議院議員通常選挙に比例区特定枠から立候補を予定していたが、同年4月、体調不良を理由に辞退の意向を示した。
2019年5月7日、参議院議員宿舎で倒れ、東京女子医科大学病院に搬送されたが、翌8日5時30分に死去。62歳没。死没日をもって正六位叙位、旭日小綬章追贈。島田に対する哀悼演説は同年6月14日の参議院本会議で秋野公造が行った。
なお、島田の死去により参議院島根県選挙区で欠員が生じたが、島田が同年7月で任期満了（改選対象）であったために公職選挙法第33条の2第6項の規定により、補欠選挙の対象とはならなかった。島田の後継には衆議院議員の三浦靖が選出された。

## 政策
- 憲法9条を改正して自衛隊の役割や限界を明記するべき。
- 集団的自衛権の行使に賛成。
- 日本の核武装について、国際情勢によっては検討すべき。
- 村山談話を見直すべきでない。
- 雇用の金銭解決制度導入に賛成。
- 日本の原発について、当面は必要だが将来は廃止すべき[14]。

## 所属議員連盟
- みんなで靖国神社に参拝する国会議員の会[15]

## 参考URL
1. 1 2 3 4  “第3次安倍第2次改造内閣 大臣政務官名簿 総務大臣政務官兼内閣府大臣政務官 島田 三郎（しまだ さぶろう）”.  内閣総理大臣官邸. 2022年8月14日時点のオリジナルよりアーカイブ。2022年8月14日閲覧。
2. 1 2 3 4  “島田三郎参院議員が死去”. 時事ドットコム (時事通信社). (2019年5月8日) 2019年5月9日閲覧。
3. ↑  “国会議員情報　島田 三郎（しまだ さぶろう）”. 時事ドットコム (時事通信社) 2022年8月14日閲覧。
4. 1 2 3 4  公式ページ プロフィール
5. ↑  自民６議員が参院本会議で造反！　採決退席、参院選挙制度改革「１０増１０減」の合区案に反発　産経新聞　2015年7月24日
6. ↑  総務大臣政務官就任会見の概要 平成28年8月5日 総務省
7. 1 2  “島田三郎参院議員8日朝に死去”. NHK NEWS WEB島根. 日本放送協会松江放送局. (2019年5月8日).  オリジナルの2019年5月9日時点におけるアーカイブ。 2019年5月9日閲覧。
8. ↑  “自民「特定枠」候補の島田氏、参院選出馬辞退へ”. 日本経済新聞. (2019年4月8日) 2019年4月8日閲覧。 {{cite news}}: |accessdate=、|date=の日付が不正です。 (説明)⚠
9. 1 2  “島根県選出の島田三郎参院議員が死去”. 日テレNEWS24. 日本テレビ放送網. (2019年5月8日) 2019年5月9日閲覧。
10. ↑  “安来出身 島田三郎参院議員が死去 62歳”. 山陰中央新報. 山陰中央新報社. (2019年5月9日) 2019年5月9日閲覧。
11. ↑  『官報』本紙第25号7ページ 令和元年6月10日
12. ↑  参議院広報第94号 議事経過 - 参議院
13. ↑  “政なび 議員の責務 最後まで”. 読売新聞. (2019年7月25日) {{cite news}}: 不明な引数|1=が空白で指定されています。 (説明)⚠
14. ↑  2013参院選 毎日新聞候補者アンケート
15. ↑  俵義文、日本会議の全貌、花伝社、2016年